# Cordylidae
Cordylidae Fitzinger, 1826 è una famiglia di sauri diffusa nelle regioni aride dell'Africa orientale e del Madagascar.

## Tassonomia
Comprende 64 specie raggruppate nei seguenti generi:
- Chamaesaura (5 specie)
- Cordylus (21 spp.)
- Hemicordylus (2 spp.)
- Karusasaurus (2 spp.)
- Namazonurus (5 spp.)
- Ninurta (1 sp.)
- Ouroborus (1 sp.)
- Platysaurus (15 spp.)
- Pseudocordylus (6 spp.)
- Smaug (6 spp.)